# Haifský přístav
Haifský přístav (hebrejsky נמל חיפה‎, nemal Chejfa, anglicky: Haifa Port) je nákladní a osobní námořní přístav ve městě Haifa v Izraeli.

## Poloha
Přístav v Haifě patří spolu s přístavy v Ejlatu a v Ašdodu k hlavním námořním uzlům v Izraeli. Zaujímá rozsáhlou plochu pobřeží Haifského zálivu v Haifě od Rambamovy nemocnice až k ústí řeky Kišon. Na východní straně na něj bezprostředně navazuje areál kišonského přístavu s kotvištěm pro rybářské lodě a jachty, přístav a loděnice Israel Shipyards a rozestavěný nákladní přístav ha-Mifrac. Na západní straně k němu přiléhá základna izraelského vojenského námořnictva.
Přístav má příhodné železniční i silniční spojení umožňující transport zboží všemi směry bez nutnosti projíždět městem. Hned za kišonským přístavem se také nachází haifské letiště. Centrální část haifského přístavu přitom leží v bezprostřední blízkosti městského centra, což jej činí atraktivním i pro osobní dopravu.

## Dějiny

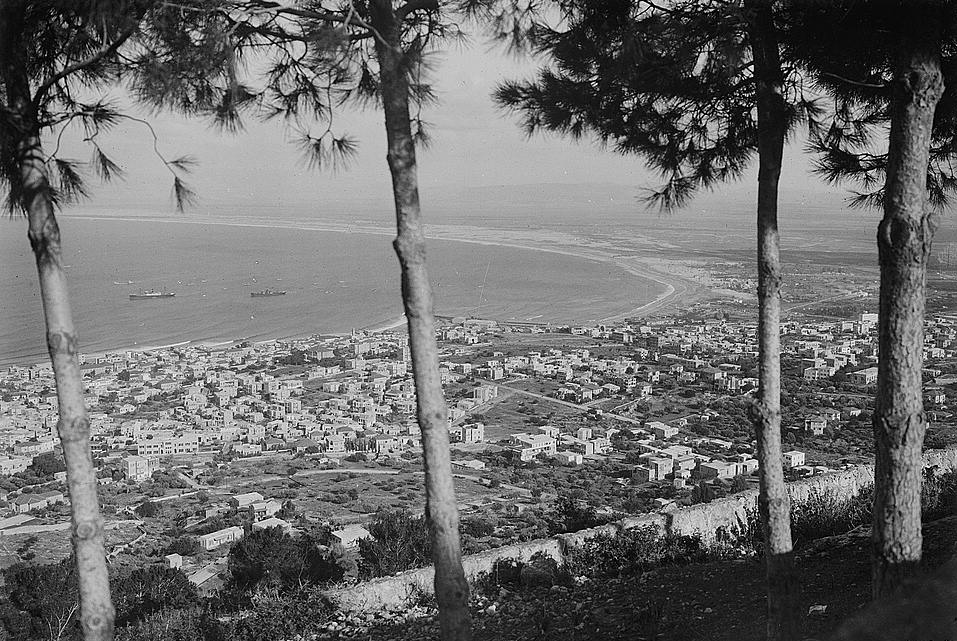
Pohled na Haifský záliv v 1. polovině 20. století

Haifský záliv sloužil jako přirozený přístav již ve středověku, třebaže po dlouhou dobu bylo hlavním přístavem v tomto regionu historické město Akko. Myšlenku na zřízení námořního přístavu v Haifě zmiňoval již zakladatel moderního sionismu Theodor Herzl. Poté, co vznikl britský mandát Palestina, proběhly již roku 1920 na pobřeží Haify zkušební vrty. Roku 1922 provedl inženýr Frederick Palmer odborný průzkum oblasti a potvrdil vhodnost situovat do Haify hlubokovodní přístav. Následovala výstavba. Přístav byl slavnostně otevřen 31. října 1933. Jeho vznik mimořádně urychlil návazný rozvoj Haify, která se rychle proměňovala ve velkoměsto a centrum severu země.
Ve 30. a 40. letech 20. století sloužil přístav jako cílové místo statisíců židovských přistěhovalců. V listopadu 1940 zde došlo k výbuchu a potopení lodi Patria, na které bylo asi 1800 židovských uprchlíků z Polska, Rakouska i Československa. Přitom zahynulo 267 lidí a 172 jich bylo zraněno.
Význam přístavu dále vzrostl po vzniku státu Izrael roku 1948, kdy se stal jedním z mála zbylých komunikačních spojení nového státu s vnějším světem.

## Vnitřní členění přístavu

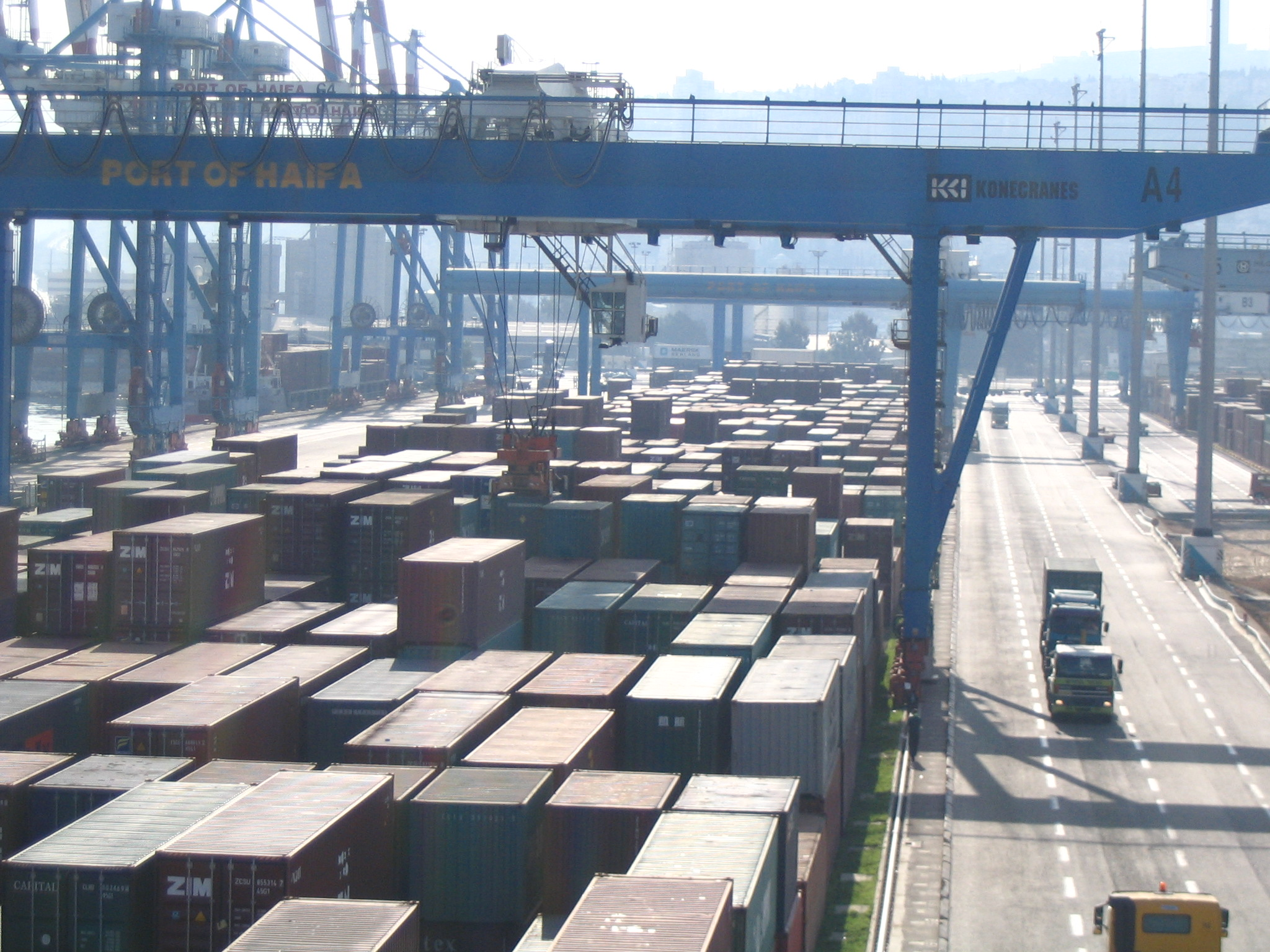
Terminály pro překládku kontejnerů v haifském přístavu

Původní haifský přístav byl dále rozšiřován na východ o další areály. V příhodné oblasti ústí řeky Kišon vznikl „kišonský přístav“; v prostoru mezi haifským a kišonským přístavem byl postaven další terminál nazvaný „Karmel“, čímž byly oba přístavy propojeny do jednoho areálu. Při ústí Kišonu se plánuje výstavba mola s dalšími dvěma terminály, označovanými jako „ha-Mifrac (Záliv)“
Centrální nábřeží
Nejstarší část přístavu, která těsně přiléhá k ulicím centra Haify. Je určena pro osobní dopravu a obsluhuje velké cestovní a zábavní lodě. Východní konec této části přístavu je využíván jako univerzální nákladní přístav pro různé typy nákladu.
Západní terminál
Západní nábřeží představuje nejlépe chráněnou část přístavu. Nachází se zde další molo pro osobní dopravu, úvaziště pro RORO lodě a obilný přístav. Je zde rovněž kontejnerový terminál určený především pro obsluhu menších feederů pomocí mostových jeřábů.
Východní terminál
Byl postaven v 80. letech 20. stol. jako nejdelší kontejnerový terminál v Izraeli (960 m). Má hloubku 11,5–13,5 m a je schopen odbavovat tři velké (5000 TEU) lodě současně.
Karmelský terminál
Představuje rozšíření přístavu dále na východ. Byl uveden do provozu v roce 2010 a je určen pro velké objemy kontejnerové dopravy. Má délku 700 m a hloubku 15,8 m po celé délce, což umožňuje současné odbavení dvou velkých kontejnerových lodí (15 300 TEU s šířkou do 21 kontejneru). Bezprostřední zázemí terminálu umožňuje skladování až 25 000 kontejnerů.
Ropný přístav
Nachází se v sousedství východního kontejnerového terminálu a může pojmout dva tankery současně. Přístav je vybaven také potrubím, které umožňuje vykládku ropy a ropných produktů přímo z lodi kotvící v Haifském zálivu.
Chemický přístav
Terminál pro odbavení chemického nákladu se nachází dál od obydlených částí Haify, při vjezdu do pišonského přístavu v ústí řeky Kišon. Patří k němu i „jižní terminál“ – kotviště pro připlouvající tankery dále v kišonském sektoru přístavu.

## Profil podniku
Haifský přístav je provozován společností Chevrat nemal Chejfa BEM (anglicky Haifa Port Company Ltd.). V roce 2018 dosáhly příjmy provozovatele přístavu cca 906 milionů šekelů a čistý zisk dosáhl 177 milionů šekelů. Přístav zpracoval 1 463 997 kontejnerů. Předsedou správní rady je Ešel Armoni, generálním ředitelem je Mendi Zalcman.